# Onthophagus heyrovskyi
Onthophagus heyrovskyi là một loài bọ cánh cứng trong họ Bọ hung (Scarabaeidae).